# Warloy-Baillon

Warloy-Baillon este o comună în departamentul Somme, Franța. În 1 ianuarie 2022 avea o populație de 749 de locuitori.